# Bordeaux Haut-Benauge
Bordeaux Haut-Benauge es una denominación de origen de la región vinícola de Burdeos. Cuando se alade la expresión "Haut-Benauge" a la denominación "Bordeaux" se trata de vino blanco obtenido en el territorio delimitado de las comunas de Arbis, Cantois, Escoussans, Gornac, Ladaux, Mourens, Saint-Pierre-de-Bat, Soulignac y Targon, a condición de que se hayan producido sólo con las variedades de uva semillón, sauvignon y muscadelle dentro del límite de un rendimiento máximo de 45 hectolitros por hectárea, que procedan de mostos que contienen antes de todo enriquecimiento o concentración y como mínimo 195 gramos de azúcar por litro y que presenten después de la fermentación una graduación alcohólica mínima de 11° 5 de alcohol adquirido.
El nombre de "Haut-Benauge" ("Alto Benauge") debe colocarse después del de "Bordeaux" ("Burdeos") impreso en caracteres cuyas dimensiones, ni en anchura ni en altura, deben superar los de la denominación de origen "Bordeaux".
Bordeaux Haut-Benauge est une appellation d'origine de la région viticole de Bordeaux . Lorsque le Alade expression «Haut-Benauge" à l' appellation «Bordeaux» est le vin blanc obtenu sur le territoire défini des communes de Arbis , Cantois , Escoussans , Gornac , Ladaux , Mourens , Saint-Pierre-de-Bat , Soulignac et Targon , à condition qu'il n'y a eu que des cépages Sémillon , Sauvignon et Muscadelle , dans les limites d'un rendement maximum de 45 hectolitres par hectare , qui proviennent de moûts contenant avant tout enrichissement ou de concentration et au moins 195 grammes de sucre par litre , et de présenter une fermentation après l'alcool minimum de 11 5 de l'alcool réels.
Le nom de «Haut-Benauge" ("Benauge haute") devraient être placés après le "Bordeaux" ("Bordeaux") imprimé en caractères, pas en largeur ou en hauteur doit être supérieure à l'appellation d'origine "Bordeaux ".
- Datos: Q5732130